# Molinchart
Molinchart ist eine französische Gemeinde mit 355 Einwohnern (Stand 1. Januar 2022) im Département Aisne in der Region Hauts-de-France; sie gehört zum Arrondissement Laon und zum Kanton Laon-1.

## Geografie
Die Gemeinde Molinchart liegt am Nordrand des Höhenzuges Chemin des Dames, fünf Kilometer westlich von Laon. Das Gemeindegebiet wird vom Bach Sart Labbé durchquert. Umgeben wird Molinchart von den Nachbargemeinden Cerny-lès-Bucy im Norden, Clacy-et-Thierret im Osten und Südosten, Laniscourt im Süden, Cessières-Suzy im Westen sowie Bucy-lès-Cerny im Nordwesten.

## Bevölkerungsentwicklung
| Jahr                       | 1962 | 1968 | 1975 | 1982 | 1990 | 1999 | 2006 | 2015 | 2022 |
| Einwohner                  | 234  | 236  | 201  | 223  | 271  | 276  | 288  | 327  | 355  |
| Quellen: Cassini und INSEE |      |      |      |      |      |      |      |      |      |

## Sehenswürdigkeiten
- Kirche Saint-Martin
- La Hottée de Gargantua, etwa zehn Meter hohe Felsengruppe

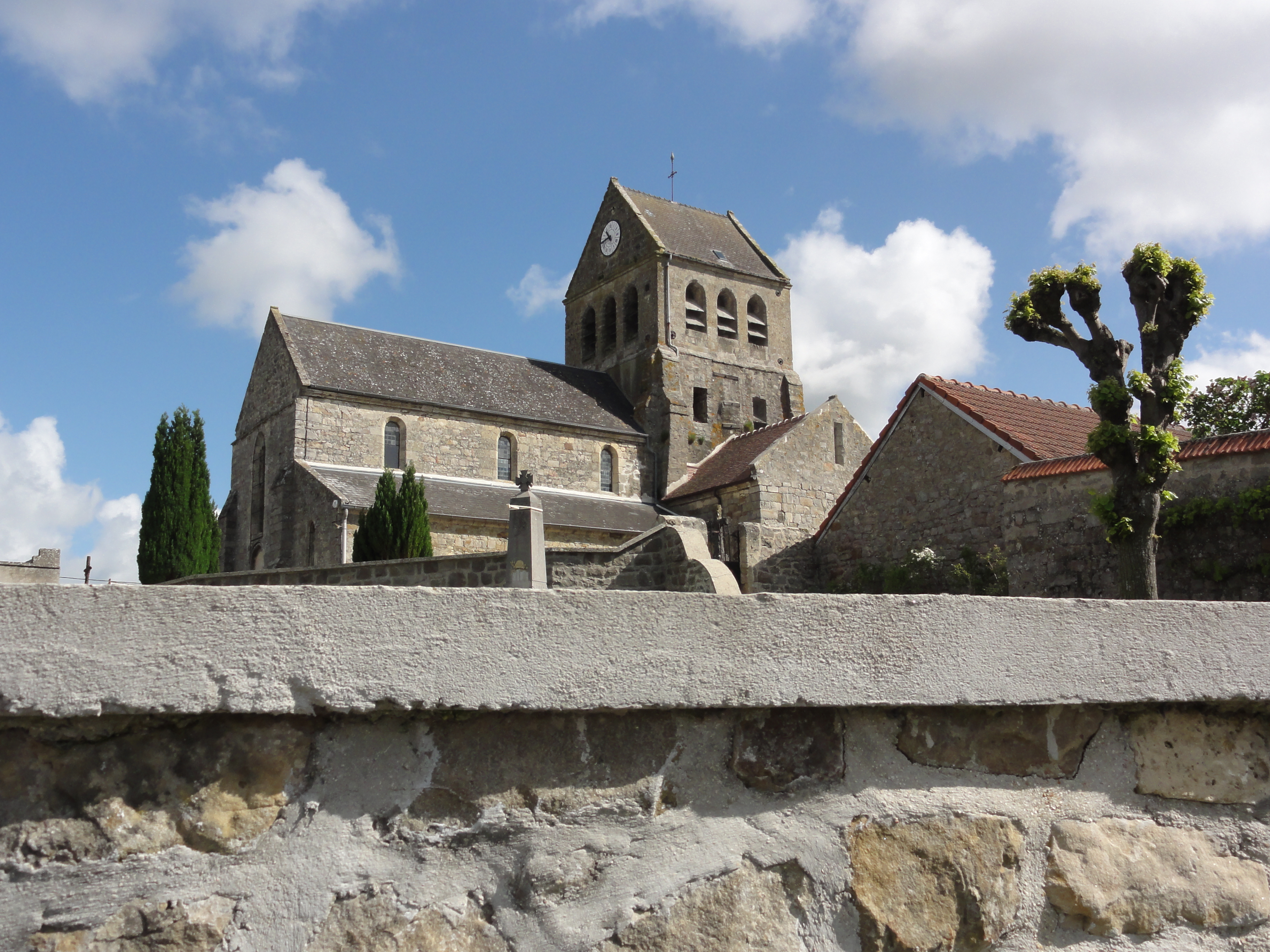
Kirche Saint-Martin
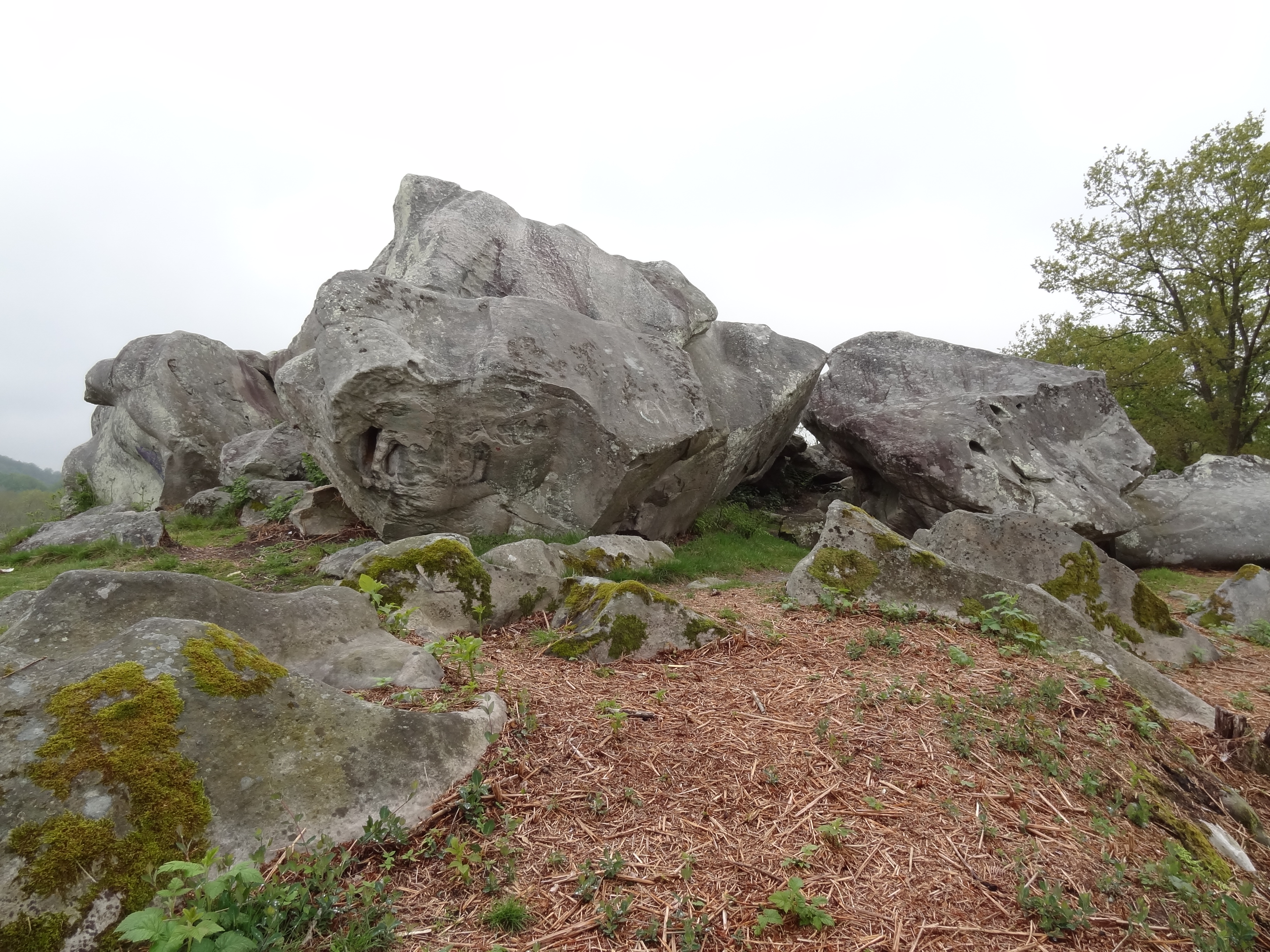
La Hottée de Gargantua
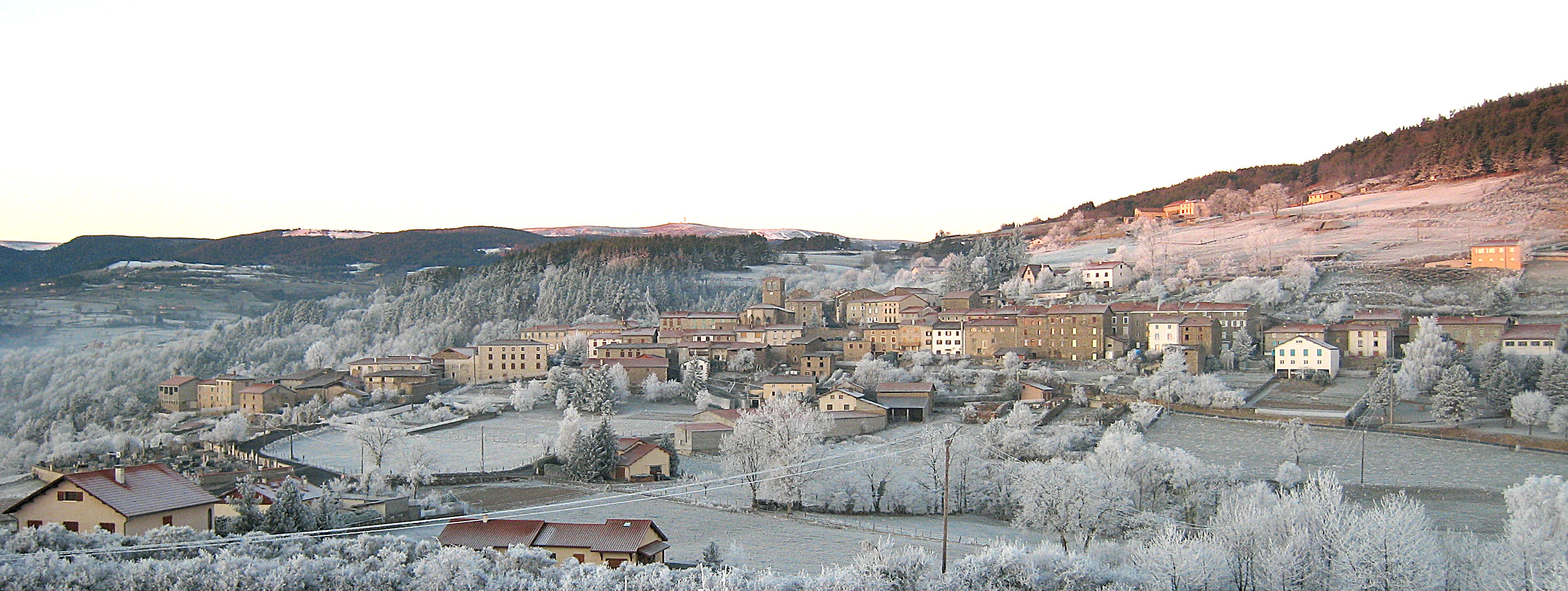
Gefallenendenkmal